# Shots (canción de Imagine Dragons)
«Shots» (en español: «Disparos») es una canción escrita, producida e interpretada por la banda estadounidense de rock alternativo Imagine Dragons, lanzada por KIDinaKORNER e Interscope Records el 26 de enero de 2015 como el tercer sencillo de su segundo álbum de estudio, «Smoke + Mirrors».
Una vez estrenada, «Shots» debutó en la posición no. 1 en la lista de iTunes en los Estados Unidos, y se mantuvo allí por 2 días.

## Composición
La canción muestra la influencia de la música industrial con un gran uso de sintetizadores. La voz de Reynolds es la "luz", a pesar del contenido de las letras oscuras, recordando la música de la década de 1980. Las notas de la guitarra de Sermon le añaden complejidad.

## Promoción
Imagine Dragons interpretaron la pista durante un primer anuncio de los Premios Grammy (2015). El anuncio estuvo filmado en la Calle Freemont de Las Vegas bajo la dirección de Jonas Åkerlund. El anuncio promovió una edición exclusiva del álbum disponible en Target, la cual incluye cuatro pistas adicionales. Se estima que costó $8 millones y llegó al #2 en el Billboard Trending 140.
«Shots» se interpretó en The Tonight Show Starring Jimmy Fallon (18 de febrero de 2015), El Show de Howard Stern (24 de marzo de 2015), The Ellen DeGeneres Show (2015), y Today ( 2015).

## Video musical
El 12 de febrero de 2015, Imagine Dragons lanzó el video musical oficial de «Shots». El video fue dirigido por Robert Hales y se inspiró en la obra creada por el pintor con sede en San Diego, Tim Cantor. La misma obra también sirve como la carátula para todos los sencillos del álbum. Cantor aparece como la representación en vivo de una de sus pinturas.

## Lista de sencillos
| Shots: Descarga digital |         |                 |          |  |
| N.º                     | Título  | Artista(s)      | Duración |  |
| 1.                      | «Shots» | Imagine Dragons | 3:53     |  |

| Shots (Broiler Remix): Descarga digital |                         |                 |          |  |
| N.º                                     | Título                  | Artista(s)      | Duración |  |
| 1.                                      | «Shots (Broiler Remix)» | Imagine Dragons | 3:10     |  |

## Créditos
Adaptado del booklet de «Smoke + Mirrors».
Shots
- Interpretado por Imagine Dragons.
- Escrito por Dan Reynolds, Wayne Sermon, Ben McKee y Daniel Platzman.
- Producido por Imagine Dragons.
- Publicado por KIDinaKORNER / Universal.
- Grabado por Robert Root en “Ragged Insomnia Studio”.
- Mezclado por Manny Marroquin en “Larrabee Studios”, asistido por Chris Galland e Ike Schultz.
- Masterizado por Joe LaPorta en “Sterling Sound”.

℗ 2015 KIDinaKORNER/Interscope Records
Imagine Dragons
- Dan Reynolds: Voz.
- Wayne Sermon: Guitarra.
- Ben McKee: Bajo.
- Daniel Platzman: Batería.

## Broiler Remix
En abril de 2015, el dúo de DJ´s  noruegos Broiler (Mikkel Christiansen y Simen Auke) publicó una remezcla de "Shots". Fue un éxito en la VG-lista, la lista oficial de los sencillos noruegos, en la cual alcanzó el número 4.

## Listas
| Lista (2015)                                | Mejor posición |
| ------------------------------------------- | -------------- |
| Australia (ARIA)                            | 66             |
| Austria (Ö3 Austria Top 40)                 | 73             |
| Bélgica (Flandes) (Ultratip Bubbling Under) | 12             |
| Bélgica (Valonia) (Ultratip Bubbling Under) | 4              |
| Canadá (Canadian Hot 100)                   | 72             |
| Croatia (Croatian Airplay Chart)            | 75             |
| Dinamarca (Tracklisten)                     | 32             |
| Francia (SNEP)                              | 170            |
| Alemania (Media Control AG)                 | 60             |
| Italy (FIMI)                                | 69             |
| Noruega (VG-lista)                          | 3              |
| Suecia (Sverigetopplistan)                  | 51             |
| UK Singles (Official Charts Company)        | 91             |
| Estados Unidos (Billboard Hot 100)          | 75             |
| Estados Unidos (Adult Top 40)               | 14             |

| Lista (2015)       | Mejor posición |
| ------------------ | -------------- |
| Noruega (VG-lista) | 4              |

| Lista (2015)                         | Posición |
| ------------------------------------ | -------- |
| US Billboard Adult Alternative Songs | 32       |
| US Billboard Alternative Songs       | 42       |
| US Billboard Hot Rock Songs          | 16       |
| US Billboard Rock Digital Songs      | 33       |

## Certificaciones
| Territorio     | Organismo certificador | Certificación | Ventas certificadas | Simbolización | Ref.         |              |              |              |
| Norteamérica   | Norteamérica           | Norteamérica  | Norteamérica        | Norteamérica  | Norteamérica | Norteamérica | Norteamérica | Norteamérica |
| -------------- | ---------------------- | ------------- | ------------------- | ------------- | ------------ | ------------ | ------------ | ------------ |
| Estados Unidos | Platino                | RIAA          | 1 000 000           |               | [ 30 ]       |              |              |              |
| Europa         |                        |               |                     |               |              |              |              |              |
| Italia         | FIMI                   | Oro           | 25 000              |               | [ 31 ]       |              |              |              |
| Noruega        | IFPI                   | 3x Platino    | 30 000              | ,             | [ 32 ]       |              |              |              |

## Fecha de lanzamiento
| País           | Fecha                | Formato                       | Discográfica                    |
| -------------- | -------------------- | ----------------------------- | ------------------------------- |
| Estados Unidos | 2 de febrero de 2015 | Descarga digital              | KIDinaKORNER Interscope Records |
| Italia         | 6 de febrero de 2015 | Hit Comtemporaneo de la Radio | Interscope Records              |